# كاي بولو
كاي بولو (بالألمانية: Kai Bülow)‏ (31 مايو 1986 روستوك ألمانيا - ) هو لاعب كرة قدم ألماني يلعب كلاعب وسط.

## وصلات خارجية
كاي بولو على موقع قاعدة بيانات كرة القدم.إي يو (الإنجليزية)
- كاي بولو على موقع بيانات كرة القدم. دي إي (الألمانية)
- كاي بولو على موقع Soccerway.com (الإنجليزية)
- كاي بولو على موقع عالم كرة القدم.نت (الإنجليزية)